# Partido Humanista de Bolivia
El Partido Humanista de Bolivia es un partido sin reconocimiento legal por la Corte Nacional Electoral. Se encuentra adscrito a la Internacional Humanista y apoya el gobierno del presidente Evo Morales.

## Orígenes
Fue fundado en Cochabamba en 1997, para hacer frente y protestar ante el inminente triunfo electoral del exdictador Gral.(R) Hugo Bánzer Suárez. Sus fundadores son: Alan Roger Bravo Medrana, Patricia Malgor V., Alejandro González, Gunter Elías Vilches Pérez, Surco Platas, Eddy Kusmira, Miguel Cano.

## Trayectoria
El año 2003 se suma a las organizaciones sociales que solicitaban la renuncia del Presidente Gonzalo Sánchez de Lozada, y apoyando la nacionalización de los hidrocarburos, siendo los primeros en hablar de la recuperación de todos los recursos naturales para el pueblo.
No ha participado en ninguna elección puesto que no tiene reconocimiento legal. En septiembre del año 2005 es el primer partido en realiza intentos por legalizarse juntando firmas digitales, pero la Corte Nacional Electoral rechazó esa forma de inscripción.
El 23 de marzo de 2006 establece el debate sobre la forma de reclamar el mar, rechazando el uso del sentimiento discriminatorio contra el país vecino:
"El Partido Humanista de Bolivia, hace un llamado a la reflexión (...) sobre el "Cómo queremos Mar para Bolivia"; denunciamos la discriminación cultivada contra el pueblo chileno, en nuestras escuelas y cuarteles como una actitud nociva ante la vida, como una actitud nociva a la salud mental de nosotros bolivianos y como una actitud nociva a la integración latinoamericana desde nuestros pueblos y bases sociales"
Durante el año 2007 postulan al Presidente Evo Morales Ayma al Premio Nobel de la Paz.
En enero de 2008 se suma a la solicitud internacional rechazo a la mediación que el Centro Internacional de Arreglo de Diferencias Relativas a Inversiones (CIADI) tramita en el litigio entre el gobierno de Bolivia y la empresa Euro Telecom International por el control de la empresa de telecomunicaciones Telecom ENTEL Bolivia. Efectúa ampliamente denuncias y esclarecimiento sobre este asunto en la TV como parte de una campaña mundial que impulsaron los humanistas en contra del CIADI y en apoyo a la valiente y ejemplar salida y rechazo de Bolivia, a través de su presidente Evo Morales, de este tribunal parcializado, brazo del Banco Mundial.

## Secretario Nacional
- Alan Roger Bravo Medrana desde 1997.